# Renée Jeryd
Renée Marie Norgren Jeryd, född 7 april 1965 i Mjällby församling i Blekinge län, är en svensk politiker (socialdemokrat). Hon var ordinarie riksdagsledamot 2008–2010, invald för Västra Götalands läns norra valkrets.

## Biografi
Jeryd är undersköterska och har varit ombudsman för Kommunal. Hon är bosatt i Olstorp och gift med kommunalrådet i Lerums kommun Dennis Jeryd.
Jeryd kandiderade i riksdagsvalet 2006 och blev ersättare. Hon utsågs till ny ordinarie riksdagsledamot från och med 1 juni 2008 sedan Britt Bohlin Olsson avsagt sig uppdraget och tjänstgjorde som riksdagsledamot fram till riksdagsvalet 2010. I riksdagen var Jeryd suppleant i näringsutskottet och utbildningsutskottet.
Sedan 2014 är Jeryd förste vice ordförande i kommunfullmäktige i Lerums kommun.